# Sapone carbolico

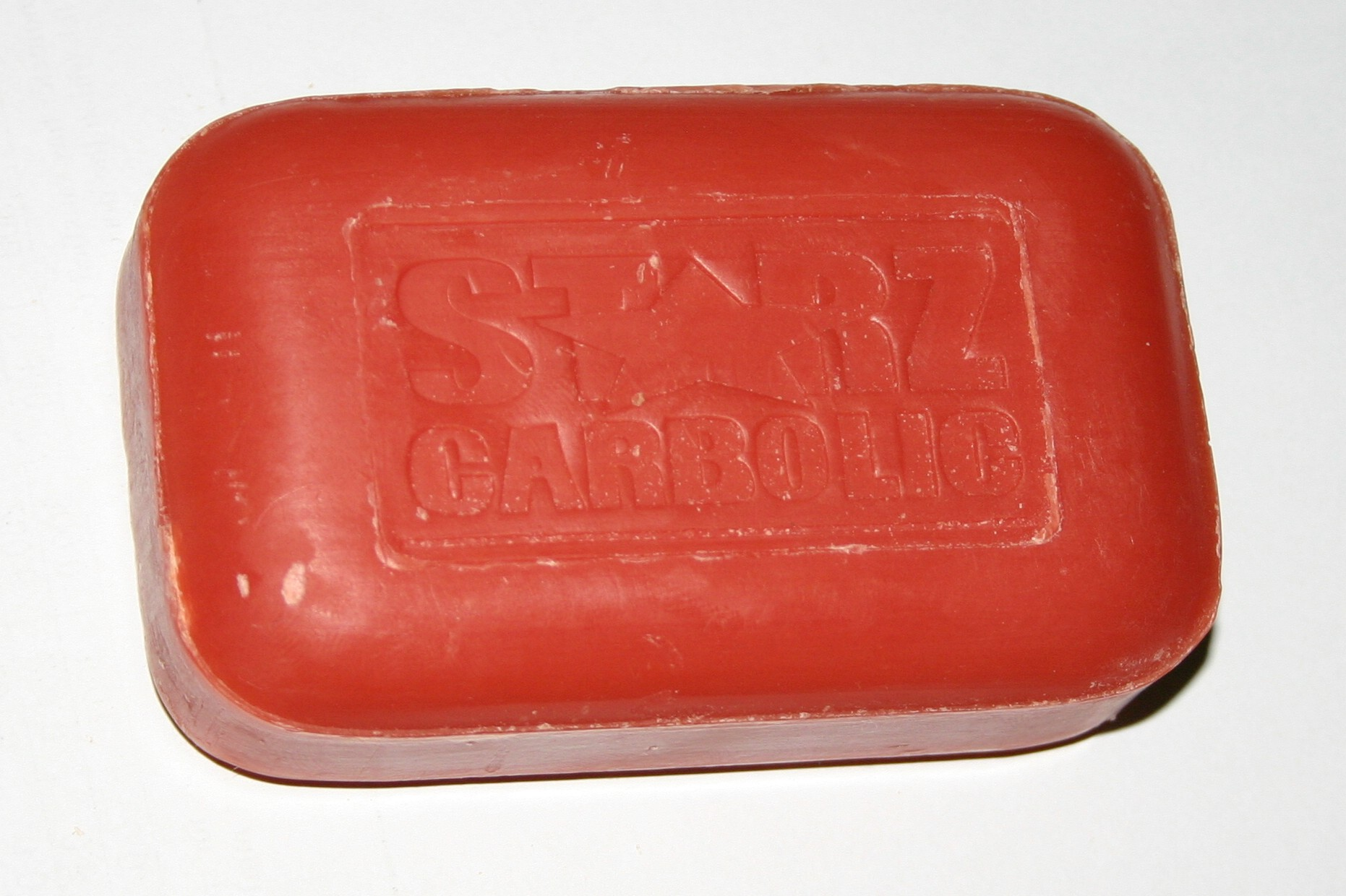
Una tavoletta di sapone carbolico

Il sapone carbolico è un sapone a base di acido carbolico (fenolo), un blando disinfettante. Oggi quasi introvabile, questo sapone era molto diffuso fino a metà del Novecento. 
Negli Stati Uniti era il detergente disinfettante più comune negli ospedali, in Inghilterra è stato impiegato nelle scuole pubbliche fino agli anni settanta, in Scozia fino alla fine degli anni ottanta. È stato il "sapone di casa" dell'infanzia di molti e il suo odore dolce e persistente è evocativo per molte generazioni.
(Natasha Solomons, Un perfetto gentiluomo , Frassinelli, 2010)
Grazie alla sua azione antibatterica, il sapone carbolico ha anche proprietà deodoranti quando usato sul corpo. Viene tuttora distribuito dalla Croce Rossa per l'igiene giornaliera dei pazienti. Inoltre è ancora comunemente commercializzato nei Caraibi, specialmente in Giamaica dov'è facilmente reperibile in tutti i supermercati e le farmacie.